# Стриганова, Белла Рафаиловна
Белла Рафаиловна Стриганова (25 марта 1932, Москва, СССР, РСФСР — 6 марта 2017, Москва) — советский и российский эколог, энтомолог, член-корреспондент РАН (2008), специалист в области почвенной зоологии, доктор биологических наук, профессор МГУ, заведующая лабораторией почвенной зоологии и общей энтомологии ИПЭЭ РАН (c 1985). Заслуженный деятель науки Российской Федерации (2003), почётный член Русского Энтомологического Общества.

## Биография
Родилась в семье научных работников: отец Рафаил Исаакович Белкин (1894, Никополь — 1964) — физиолог, доктор биологических наук; мать Александра Романовна Стриганова — физиолог животных.
В 1954 году окончила факультет естествознания Московского государственного педагогического института им. В. И. Ленина.
В 1954—1956 годах работала учителем биологии и химии в средней школе на Сахалине.
C 1956 года начала работать старшим лаборантом в Институте эволюционной морфологии и экологии животных имени А. Н. Северцова Академии наук СССР (ИЭМЭЖ), затем переименован в Институт проблем экологии и эволюции им. А. Н. Северцова РАН:
В 1963 году — младший научный сотрудник, с 1972 года — старший научный сотрудник.
В 1964 году защитила кандидатскую диссертацию по теме «Сравнительный анализ строения ротового аппарата личинок жесткокрылых насекомых в связи с их пищевой специализацией». В 1979 — защита докторской диссертации по теме «Питание почвенных сапрофагов и их значение в трофических цепях почвенного яруса».
С 1985 года — заведующая лабораторией почвенной зоологии и общей энтомологии. В 1991 году — присвоено учёное звание профессора по специальности «экология»
В 2008 году была избрана членом-корреспондентом РАН.
Член Центрального Совета и почётный член Русского Энтомологического Общества
Избиралась председателем Организационного комитета XIII и XIV Всероссийских Совещаний по почвенной зоологии (2002 и 2005), организатором 1-й и 2-й международных школ по экологии в Варшаве (2004) и в Пущино Московской области (2006), организатором Чтений памяти акад. М. С. Гилярова (2002, 2004, 2006) и членом Оргкомитета IV Всероссийского съезда почвоведов (Новосибирск, 2004). Член редколлегии журнала «Polish Journal of Ecology».
Главный редактор журнала «Известия РАН, серия биологическая».
Похоронена на Даниловском кладбище.

## Научная деятельность
Являлась лидером отечественной научной школы почвенной зоологии. Ведущий специалист Советского Союза и России по ряду малоразработанных групп почвенных личинок жесткокрылых.
В числе научных результатов:
- экспериментальная оценка характера и масштабов функционирования зоопедобионтов, их роли в процессах деструкции и почвообразования,
- прорывные работы в области трофологии почвенных беспозвоночных,
- пионерские исследования в области построения и анализа детритных трофических сетей в почвенных системах,
- фундаментальный анализ трофических отношений беспозвоночных-сапрофагов, их роли в обеспечении биологического круговорота и формировании плодородия почвы. Определена трофическая специализация почвенных сапрофагов в отношении вида растительных остатков и стадии их предварительного разрушения,
- разработка схемы структуры сапроблока почвенных животных и создание концептуальной модели функционирования детритной трофической цепи,
- определена величина усвояемости пищи и пищевых рационов у важнейших групп сапрофагов, что позволило выработать количественные оценки роли животных в процессах деструкции.

## Награды и звания
- Заслуженный деятель науки Российской Федерации (2003)[5]
- Премия им. акад. В. Е. Соколова РАН и Фонда поддержки науки им. В. Е. Соколова[5]

## Членство в организациях
- Председатель секции почвенной зоологии Докучаевского общества почвоведов[6]
- Заместитель председателя Научного совета РАН по изучению, охране и рациональному использованию животного мира
- Эксперт научно-технической сферы ГУ РИНКЦЭ Минобрнауки[6]
- Куратор Программы фундаментальных исследований ОБН РАН «Биологические ресурсы России фундаментальные основы рационального использования»[3]
- Эксперт UNEP и IUBS по биологии почв и биоразнообразию[3]

Входила в состав редколлегий международных журналов Pedobiologia, Polish Journal of Ecology, была главным редактором журнала «Известия Российской академии наук. Серия биологическая».

## Память
Таксоны названные в честь Б. Р. Стригановой:
- Многоножки: Polydesmus striganovae Golovatch, 1978[9], Glyphiulus striganovae Golovatch, Geoffroy, Mauriès & Vanden Spiegel, 2012[10], Agnostrup striganovae Titova, 1975[11].

- Клещи: Asperemaeus striganovae Bayartogtokh, 2009[12], Fissicepheus striganovae Ermilov, Anichkin, 2014[13]

- Пауки: Trichoncoides striganovae Tanasevitch & Piterkina, 2012[14].

- Насекомые: TIndomyrma bellae Zryanin, 2012[15], Epitettix striganovae Storozhenko, 2012[16]